# Ponte del Piccolo Belt
Il ponte del Piccolo Belt (in danese: Lillebæltsbroen) è un ponte a traliccio della Danimarca che attraversa il Piccolo Belt nel suo punto più stretto, tra le città di Fredericia nella penisola dello Jutland e Middelfart nell'isola di Fionia.

## Storia

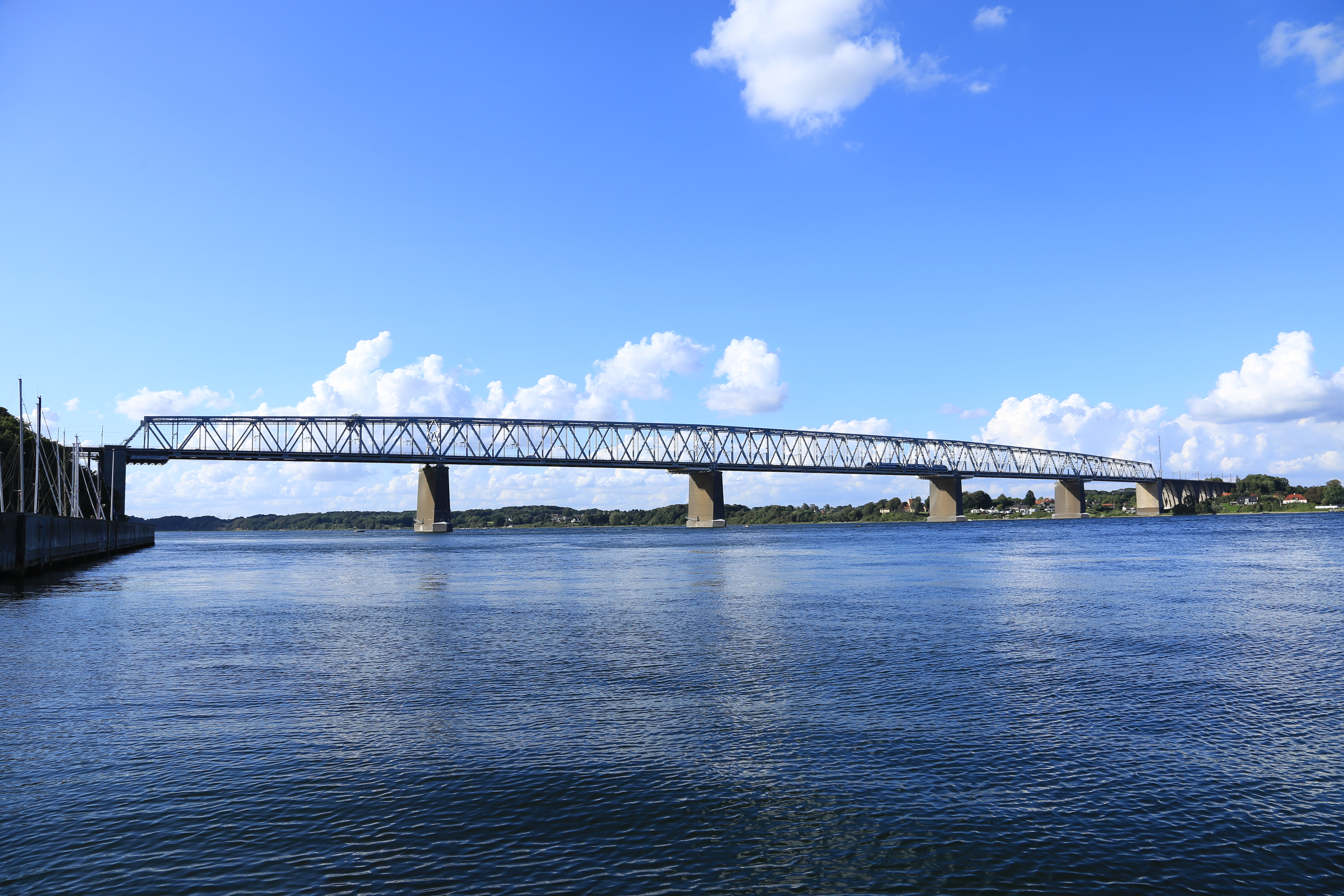
Vista panoramica del ponte

È stato il primo ponte costruito sul Piccolo Belt, sostituendo così il precedente servizio di traghetti e barche che ne permettevano l'attraversamento, e primo di una serie di ponti realizzati nel corso del XX secolo che hanno permesso di unire tra loro le varie isole della Danimarca e, in seguito, anche la Svezia. La costruzione del ponte durò 7 anni e l'inaugurazione, avvenuta il 14 maggio 1935, vide la presenza del re Cristiano X. Il ponte sin da subito fu un successo e permise un passaggio notevolmente più comodo e veloce tra le due sponde del Piccolo Belt; tuttavia, il notevole aumento del traffico stradale nel secondo dopoguerra rese necessaria la costruzione di un ponte più grande e dedicato esclusivamente al traffico automobilistico; fu così che nel 1970 venne inaugurato a pochi chilometri di distanza il Nuovo ponte sul Piccolo Belt, il primo ponte sospeso dello Stato scandinavo.

## Descrizione
Si tratta di un ponte a traliccio lungo 1178 m, largo 20 m, alto circa 33 m e con una luce massima di 220 m.
Il ponte ospita due binari ferroviari, una stretta carreggiata a due corsie (una per senso di marcia) riservate al traffico automobilistico e un ampio marciapiede che comprende una pista ciclabile per il passaggio di pedoni e ciclisti.
Il ponte è di proprietà dello stato e della Banedanmark, l'autorità ferroviaria danese, che ne è anche responsabile della manutenzione.

## Galleria d'immagini

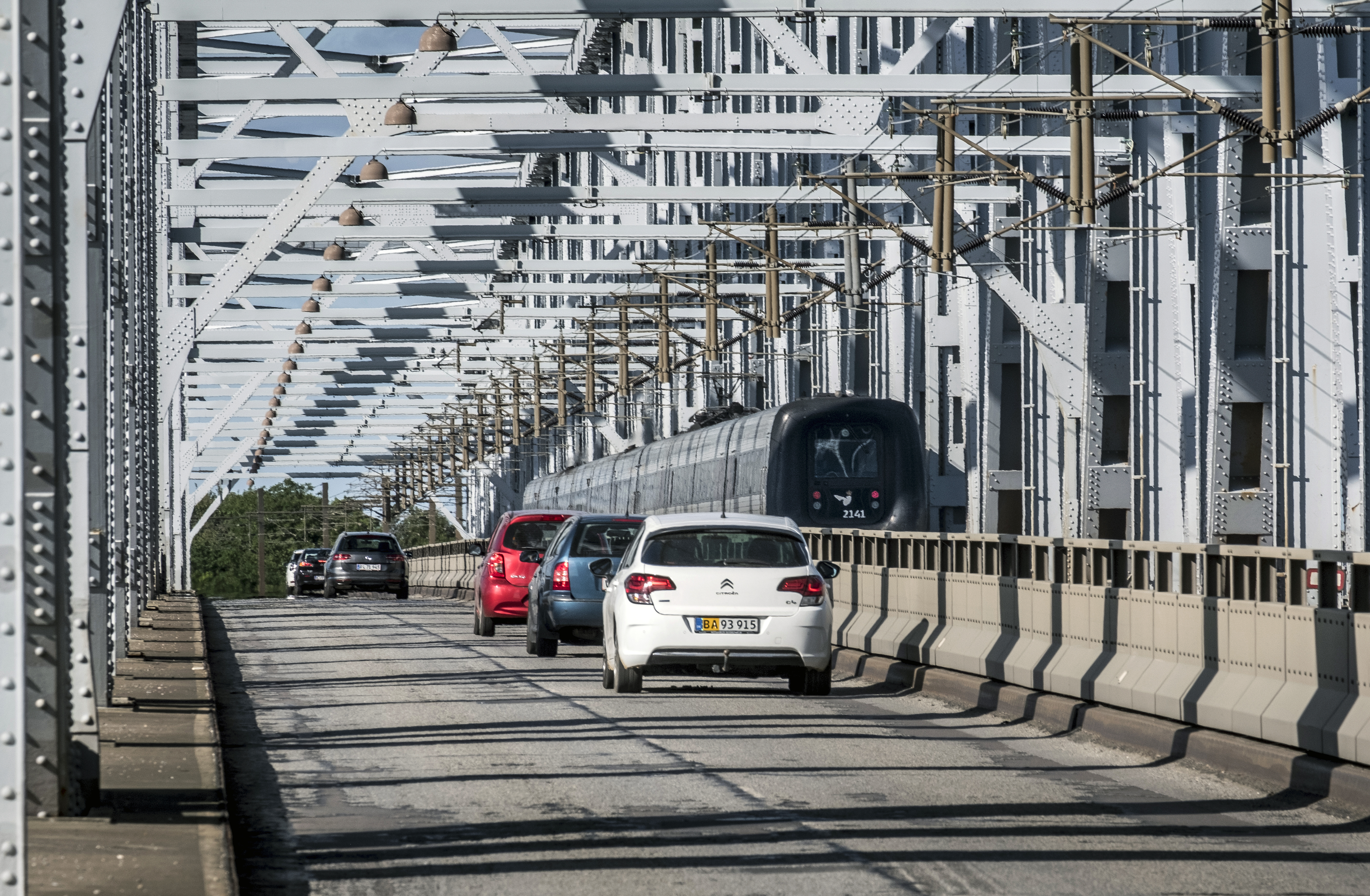
Veduta dalla carreggiata
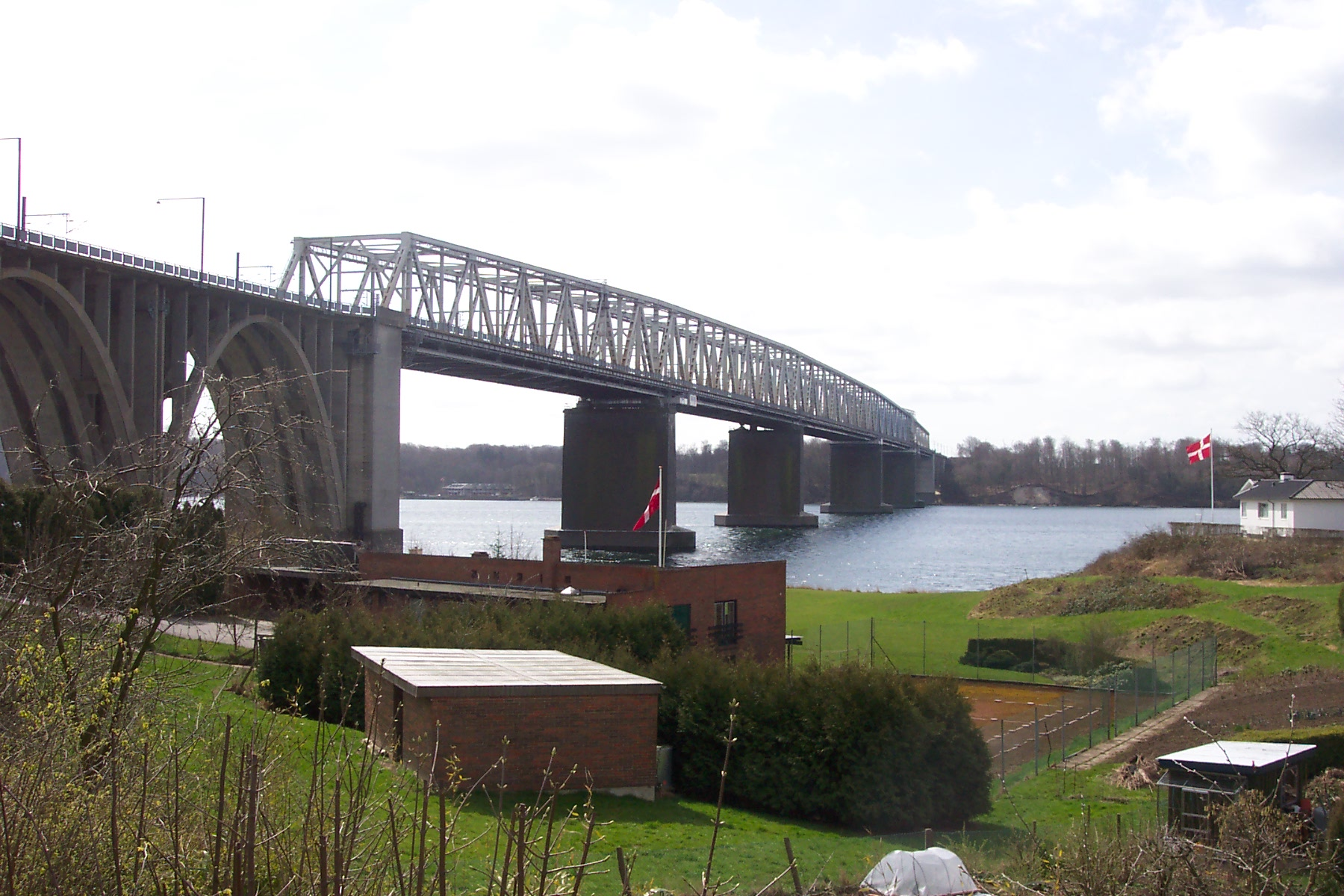
Veduta del ponte dalla terraferma
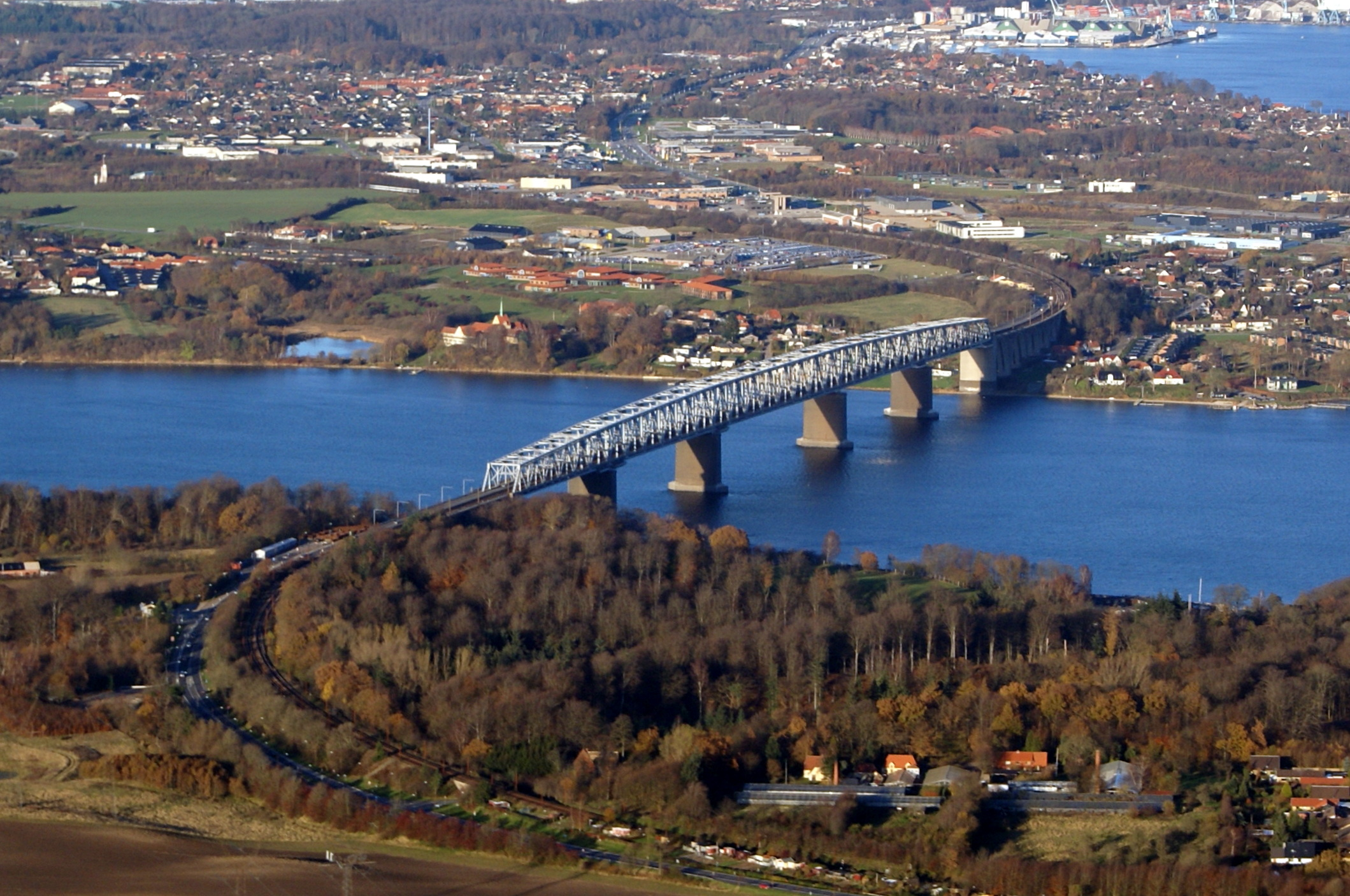
Veduta aerea del ponte
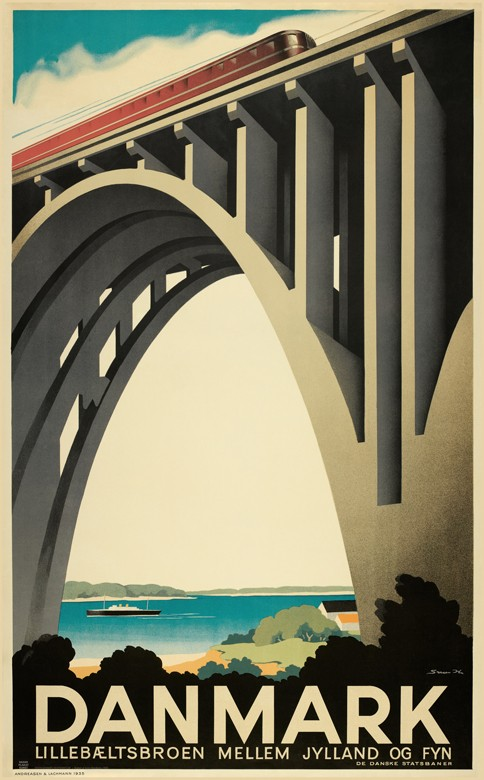
Il manifesto per l'inaugurazione del ponte